# ريخا ثابا
ريخا ثابا (بالنيبالية: रेखा थापा)‏(21 أغسطس 1982-)، سياسية نيبالية وممثلة وعارضة أزياء ومنتجة إعلامية. كانت ضمن العشرة الأوائل في التصفيات النهائية لملكة جمال نيبال عام 1999. بعد ذلك بعامين ظهرت لأول مرة في فيلم Chhabiraj Ojha's Hero. عملت في حوالي 200 فيلم نيبالي واكتسبت شهرة في عالم السينما النيبالية بسبب مظهرها الفاتن. تمتلك دار إنتاج الأفلام (Rekha Entertainment). فازت بجائزة (CG Digital Film Awards) لأفضل ممثلة، وفي عام 2011 فازت أيضًا بجائزة في حفل توزيع جوائز للأفلام النيبالية (NEFTA) كأفضل ممثلة.

## وصلات خارجية
- الموقع الرسمي
- ريخا ثابا على موقع IMDb (الإنجليزية)